# Greg van Hest
Greg van Hest (Tilburg, 4 juni 1973) is een Nederlandse voormalige atleet, die zich had gespecialiseerd in de 5000 en 10.000 m en de marathon. In de periode van 1996 tot en met 2008 werd Greg van Hest zevenmaal Nederlands kampioen: tweemaal op de 10.000 m, eenmaal op de 10 km, tweemaal op de halve marathon, eenmaal bij het veldlopen en eenmaal op de marathon. Ook had hij van 1994 tot ver in 2022 het Europese record op de Ekiden in handen. Als Nederlands record staat het echter nog altijd overeind. Zijn nationale record op de halve marathon uit 1999 werd in 2019 verbeterd door Abdi Nageeye, terwijl zijn record op de 20 km ophield te bestaan, nadat deze afstand door de Atletiekunie per 1 januari 2019 uit de recordlijst was geschrapt. Van Hest was lid van de Tilburg Road Runners, de Vughtse sportclub Prins Hendrik, geeft momenteel trainingen bij eerstgenoemde vereniging en is eigenaar van een hardloopwinkel in Tilburg.

## Biografie
Van Hest zat van zijn zesde tot zijn dertiende jaar op atletiek bij AV Attila. Na enkele jaren te zijn gestopt, meldde hij zich in 1989 aan bij loopvereniging Tilburg Road Runners. Hij begon zijn loopcarrière met deelname aan crossen, wat leidde tot een tweede plaats in 1991 en een eerste plaats in 1992 tijdens de nationale kampioenschappen voor A-junioren. Ook maakte hij in deze jaren deel uit van de Nederlandse afvaardiging naar de wereldkampioenschappen veldlopen voor junioren.
In de jaren erna tot 1997 richtte Van Hest zich op de 5000 en 10.000 m op de baan. Toch mocht hij zich ook in die periode bij tijd en wijle al graag op de weg vertonen. Zo realiseerde hij in oktober 1995 bijvoorbeeld de beste Nederlandse prestatie ooit tijdens een wedstrijd over 10 km in Waddinxveen. Hij kwam er tot een tijd van 27.51. "Daar heb ik na drie kilometer alleen moeten lopen, maar ik liep bewust op een schema onder de 28 minuten en het ging heerlijk", aldus de Tilburger na afloop. Anno november 2008 is dit nog steeds de snelste tijd, ooit door een Nederlandse atleet gelopen. Het is echter nooit als Nederlands record erkend, omdat het parcours niet officieel gemeten was. En al een jaar eerder, op 23 november 1994, had hij Nederland vertegenwoordigd op de Ekiden in het Japanse Chiba, waar hij samen met zijn teamgenoten Simon Vroemen, Gerard Kappert, Henk Gommer en René Godlieb het Nederlandse record op 2:03.12 had gebracht.
Na 1997 richtte Van Hest zich echter volledig op de weg, met name specialiseerde hij zich op de halve en hele marathon. Zijn beste tijd uit 1999 van 58.04 op de 20 km is nog altijd het huidige Nederlandse record. Tweemaal wist Greg van Hest in Tessenderlo de 10K-Nike-Classic te winnen (1999 en 2000). In 1998, 1999 en 2000 veroverde hij in de Tilburg Ten Miles een podiumplaats en op 20 februari 2000 liep hij het huidige parcoursrecord tijdens de Groet Uit Schoorl Run (21,1 km) in 1:02.20. Op de hele marathon prijken twee goede prestaties in Rotterdam (2:12.56 en 2:10.05) en de deelname aan de Olympische Spelen in Sydney (2000) op zijn palmares.
Na zijn olympische marathon bleek Van Hest chronische achillespeesklachten te hebben, waarvoor hij diverse malen werd geopereerd. Na een moedige New York City Marathon in 2004 (22-ste in 2:24.25) en een laatste operatie aan een van zijn achillespezen in Utrecht door chirurg Henk van der Hoeven, nam de Tilburgse atleet gedurende een korte periode afscheid van de topatletiek. Hij bleef echter gewoon doortrainen en hervond zichzelf in het voorjaar van 2008, wat resulteerde in een bronzen medaille tijdens het NK halve marathon (CPC) en een zilveren medaille op het NK 10.000 m in Gouda. In het najaar van 2008 veroverde Greg van Hest met een tijd van 2:15.38 zijn eerste Nederlandse marathontitel in Eindhoven, op hetzelfde parcours waarop hij een jaar eerder al Benelux-kampioen op de marathon-afstand was geworden.

## Nederlandse kampioenschappen
| Onderdeel                 | Jaar       |
| ------------------------- | ---------- |
| 10.000 m                  | 1996, 1997 |
| halve marathon            | 1999, 2000 |
| 10 km                     | 1999       |
| marathon                  | 2008       |
| veldlopen (lange afstand) | 1999       |

## Persoonlijke records
Baan
| Afstand  | Prestatie | Datum        | Plaats     |
| -------- | --------- | ------------ | ---------- |
| 1500 m   | 3.47,8    | 25 mei 1993  | Breda      |
| 5000 m   | 13.38,89  | 17 mei 1996  | Kerkrade   |
| 10.000 m | 28.20,51  | 29 juni 1996 | Bratislava |

Weg
| Afstand        | Prestatie            | Datum            | Plaats              |
| -------------- | -------------------- | ---------------- | ------------------- |
| 10 km          | 27.51 * (NR '95-'08) | 21 oktober 1995  | Waddinxveen         |
| 15 km          | 43.43                | 16 november 1997 | Nijmegen            |
| 10 Eng. mijl   | 46.46 (ex-NR)        | 6 juni 1995      | Tilburg             |
| 20 km          | 58.04 NR             | 13 maart 1999    | Alphen aan den Rijn |
| halve marathon | 1:01.10 (ex-NR)      | 27 maart 1999    | Den Haag            |
| 30 km          | 1:32.22              | 15 februari 1998 | Ohmen               |
| marathon       | 2:10.05              | 18 april 1999    | Rotterdam           |

* Niet erkend als Nederlands record, omdat het parcours niet officieel is gemeten.

## Palmares

### 5000 m
- 1994:  NK in Assen - 14.04,68
- 1995: 4e Kerkrade Classic - 13.45,91
- 1997:  Nivelles International Meeting - 14.10,81

### 10.000 m
- 1993:  BK AC in Lommel - 29.22,60
- 1994:  NK in Assen - 28.51,69
- 1994: 2e Europa Cup Dublin 28.29,67 - NED rec. U23-
- 1995: 4e NK in Bergen op Zoom - 29.00,92
- 1996:  NK in Den Haag - 28.34,25
- 1997:  NK in Emmeloord - 28.46,55
- 2003:  NK in Epe - 29.47,63
- 2008:  NK in Gouda - 29.21,81

### 5 km
- 2009:  Kaatsheuvelse Pleinloop - 14.54
- 2009:  Gilze Global e-run - 14.47

### 4 Eng. Mijl
- 1994:  4 Mijl van Groningen - 18.41
- 1995:  4 Mijl van Groningen - 18.30
- 2003: 4e 4 Mijl van Groningen - 18.45

### 5 Eng. Mijl
- 2015:  5 Mijl van Tilburg - 26.36

### 10 km
- 1994:  Coenecooploop in Waddinxveen - 28.59
- 1995: 4e Brussel - 29.26
- 1995:  Coenecooploop in Waddinxveen - 27.51Van 1995 tot 2002 erkend als NR later teruggedraaid-
- 1996: 4e Liptonice Run in Noordwijk - 29.07
- 1996: 7e Parelloop - 29.22
- 1997:  Parel Loop in Brunssum - 28.48
- 1997:  Goirle - 28.25
- 1997:  Fortis Loopfestijn in Voorthuizen - 29.10
- 1997: 4e Hapert - 29.39
- 1997:  Coenecooploop in Waddinxveen - 28.55
- 1998:  Coenecooploop in Waddinxveen - 28.45
- 1999:  Tessenderlo 10K-Nike-Classic - 28.28
- 1999:  NK in Brunssum - 29.00 (4e overall)
- 1999:  Nike Classic in Tessenderlo - 28.22
- 2000:  Zwitserloot Dak Run in Groesbeek - 28.04
- 2000:  Tessenderlo 10K-Nike-Classic - 28.33
- 2001: 5e Goudse Nationale Singelloop in Gouda - 29.26
- 2004:  Goirle - 29.34
- 2004:  Oudejaarsloop in Hilvarenbeek - 29.43
- 2005:  Fortis Utrecht - 29.49
- 2005: 4e NK in Schoorl - 29.21
- 2006: 5e Sevenaer Run in Zevenaar - 29.59
- 2007: 7e NK in Schoorl - 29.52
- 2007: 16e Singelloop Utrecht - 29.57,3
- 2008: 14e Parelloop - 29.23
- 2008: 5e NK in Schoorl - 29.31
- 2008: 12e Singelloop Utrecht - 29.31
- 2009: 5e NK in Tilburg - 29.24
- 2010: 6e NK in Tilburg - 30.28
- 2014: 4e M40 Singelloop Utrecht
- 2015: M40 NK in Schoorl - 31.49

### 15 km
- 1997: 5e Zevenheuvelenloop - 43.43
- 1998: 4e Zevenheuvelenloop - 43.46
- 1999:  Montferland Run in s'Heerenberg - 44.51
- 1999: 6e Zevenheuvelenloop - 44.03
- 2000:  Leidsche-Rijn in De Meern - 44.19
- 2000:  Haagse Beemden Loop - 44.32
- 2000: 11e Zevenheuvelenloop - 44.49
- 2001:  Cruisin with the Cranes in Socorro - 45.44
- 2001:  Posbankloop in Velp - 46.15
- 2003:  Kruikenloop in Tilburg - 49.13
- 2005:  Vennenloop in Oisterwijk - 50.08
- 2008:  Kruikenloop in Tilburg - 49.18
- 2010:  Kruikenloop in Tilburg - 50.43
- 2011:  Vennenloop in Oisterwijk - 50.49
- 2014:  Kruikenloop in Tilburg - 49.09
- 2014:  Vennenloop in Oisterwijk - 49.39

### 10 Eng. mijl
- 1998: 4e Tilburg Ten Miles - 47.27
- 1999:  Zeebodemloop - 46.46
- 1999:  Tilburg Ten Miles - 46.46 - NED rec 1999 tot 2007-
- 2000:  Tilburg Ten Miles - 47.08
- 2000:  Zeebodemloop - 46.45
- 2001: 16e Dam tot Damloop - 48.38
- 2003:  Oosterhout - 49.26
- 2004:  Two CitiesRun - 51.25
- 2004: 13e Dam tot Damloop - 49.25
- 2006: 18e Dam tot Damloop - 49.59
- 2007:  Galgenloop - 53.18
- 2007: 18e Dam tot Damloop - 49.55
- 2008: 5e Tweestedenloop - 52.30
- 2012:  Galgenloop - 54.04

### 20 km
- 1997:  20 van Alphen - 59.18
- 1999:  20 van Alphen - 58.04 - NED rec -
- 2000: 5e 20 van Alphen - 59.10
- 2003:  Tilburg - 1:03.09

### halve marathon
- 1998:  halve marathon van Egmond - 1:03.11
- 1998: 12e City-Pier-City Loop - 1:02.50
- 1998: 4e Bredase Singelloop - 1:03.06
- 1999:  halve marathon van Egmond - 1:01.19
- 1999:  NK - 1:01.10 (4e overall)  -NED rec. 1999 tot 2019-
- 1999: 19e Dam tot Damloop - 1:06.30
- 1999:  halve marathon van Dronten - 1:04.02
- 2000: 4e halve marathon van Egmond - 1:03.02
- 2000:  NK in Den Haag - 1:02.52 (14e overall)
- 2000:  Groet uit Schoorl Run - 1:02.20
- 2000: 7e Dam tot Damloop - 1:02.16
- 2000: 4e halve marathon van Dronten - 1:04.40
- 2001: 11e City-Pier-City Loop - 1:04.59
- 2003:  halve marathon van Drunen - 1:04.08
- 2004: 8e halve marathon van Egmond - 1:08.28
- 2004:  Groet uit Schoorl Run - 1:02.54
- 2005: 11e halve marathon van Egmond - 1:06.08
- 2007: 4e halve marathon van Best - 1:05.07
- 2008: 12e halve marathon van Egmond - 1:07.06
- 2008:  NK in Den Haag - 1:04.17 (13e overall)
- 2015: 44e Bredase Singelloop - 1:15.19

### 30 km
- 1998:  Ome-Hochi - 1:32.22
- 2010:  Tilburg - 1:44.24

### marathon
- 1998: 9e marathon van Rotterdam - 2:12.57
- 1999: 10e marathon van Rotterdam - 2:10.05
- 2000: 25e OS in Sydney - 2:18.00
- 2004: 22e New York City Marathon - 2:24.22
- 2005:  NK in Rotterdam - 2:20.34 (24e overall)
- 2007: 15e marathon van Eindhoven - 2:21.14
- 2008:  marathon van Hilvarenbeek - 2:23.22
- 2008:  NK in Eindhoven - 2:15.38 (15e overall)
- 2012:  marathon van Oosterwijk - 2:31.56

### Ekiden
- 1996: 10e WK te Kopenhagen - 2:04.08 (samen met René Godlieb, Martin Lauret, Gerard Kappert, Michiel Otten en Robert Smits)

### veldlopen
- 1991: 122e WK U20 in Antwerpen - 28.40
- 1992: 27e WK U20 in Boston - 24.48
- 1994: 31e EK - 28.56
- 1995:  Sprintcross in Breda - 37.41
- 1995: 5e NK in Wassenaar - 35.42
- 1995: 52e EK - 28.17
- 1996: 5e NK te Tilburg (12 km) - 36.45
- 1996: 62e WK te Stellenbosch (12,15 m) - 36.21
- 1997: 9e NK in Apeldoorn - 38.24
- 1997: 113e WK in Turijn - 38.02
- 1997: 57e EK in Oeiras - 29.34
- 1997: 10e Warandeloop - 30.11
- 1998: 25e EK in Ferrara - 29.03
- 1998: 6e Warandeloop - 30.37
- 1998: 6e Sylvestercross te Soest (10 km) - 31.39
- 1999:  Sprintcross in Breda (11,2 km) - 34.13
- 1999:  NK te Heerde (12,022 km) - 38.59
- 2008: DQ BK in Rijen